# Disastro aereo di Montaletto
Il disastro aereo di Montaletto è stato un sinistro aviatorio avvenuto il 4 novembre 1971 nella frazione di Montaletto del comune di Cervia (RA), sita proprio a ridosso dell'aeroporto in uso all'Aeronautica Militare nella contigua frazione di Pisignano.

## Cronaca
Dai primi mesi del 1967 la base era la sede del 101º Gruppo CBR (Caccia Bombardieri e Ricognitori) del ricostituito 8º Stormo, e a partire dal marzo 1971 vi operavano anche i nuovissimi Aeritalia G-91Y. In occasione della Giornata dell'Unità Nazionale e delle Forze Armate del 1971, l'aeroporto ospitò una manifestazione aerea pubblica con protagonista uno dei nuovi G-91Y, ai comandi del tenente colonnello Luigi Weber. Decollato verso le tre del pomeriggio, il pilota trentasettenne eseguì una serie di manovre acrobatiche e a bassa quota. D'un tratto, però, il bireattore fu visto sprigionare una lingua di fuoco da uno dei due motori e "precipitare a vite" sulla SS 71 prospiciente l'aeroporto, investendo con l'urto e la conseguente combustione di cherosene decine di automobili in transito. Nell'edizione del giorno seguente, il quotidiano l'Unità riporta:
I brandelli incandescenti del bireattore decimarono inoltre un gregge che pascolava su un prato poco lontano: il pastore, Fiore Monzione, riuscì a salvarsi gettandosi a terra, riportando soltanto ustioni di lieve entità.
In definitiva il tenente colonnello Weber evidentemente non pensò subito ad abbandonare l'aereo lanciandosi, anzi tentò di mantenere ugualmente l'aviogetto in linea di volo (probabilmente per portarlo lontano dall'abitato o comunque dalla strada): il cacciabombardiere perse però quota troppo rapidamente per tentare qualsivoglia manovra.

## Vittime
La giornata festiva riempì di traffico la SS 71 bis. Una lunga fila di vetture procedeva a rilento lungo l'arteria nell'istante in cui il G-91Y vi si schiantò. Decine di persone furono soccorse, sette vennero ricoverate con urgenza (di cui una non sopravvivrà). Oltre al militare, il bilancio delle vittime civili fu di sette morti (fra cui quattro bambini di età compresa fra i 4 e i 12 anni). Le vittime furono:
Luigi Weber (37), pilota dell'aereo
Gianfranco Giordani (?), padre di Giampiero e Guglielmo
Giuliana Gambi (36), madre di Giampiero e Guglielmo
Giampiero Giordani (12), figlio di Giuliana Gambi
Mauro Peraccini (12)
Guglielmo Giordani (9), figlio di Giuliana Gambi
Martina Bacchilega (38); madre di Natalia Bianconcini
Natalia Bianconcini (4); figlia di Martina Bacchilega